# Efter repetitionen
Efter repetitionen (en català seria: "Després de la repetició") és una pel·lícula dramàtica sueca d'Ingmar Bergman estrenada el 1984

## Argument
Henrik Vogler és un director de teatre, raonable, però exigent. Després les repeticions de l'obra El Somni d'August Strindberg, quan els actors han marxat, continua estant sol al teatre per pensar en les escenes, i imaginar-se-les.
Un dia, Anna, una actriu, torna a buscar un braçalet oblidat. Aquesta dona havia esdevingut al llarg dels anys la millor actriu de la societat de producció d'Henrik. Entre ells dos naixeran sentiments, malgrat la diferència d'edat.

## Repartiment
- Erland Josephson: Henrik Vogler
- Ingrid Thulin: Rakel Egerman
- Lena Olin: Anna Egerman
- Nadja Palmstjerna-Weiss: Anna Egerman (jove)
- Bertil Guve: Henrik Vogler (jove)